# Gussaróvskoie
Gussaróvskoie - Гусаровское (rus) - és un poble del krai de Krasnodar, a Rússia. El 2010 tenia 2287 habitants Es troba al Caucas Nord, al nord de la desembocadura del riu Sara-Kulak, a la vora dreta del riu Urup, davant de Berejinovski i Traktovi, a 24 km al nord d'Otràdnaia i a 199 km al sud-est de Krasnodar.
Pertanyen a aquest poble els khútors de Vessioli, Gogolevski, Rozanovski, Stukànovski, Troitski i Ulanovski i el poble de Piskunóvskoie.